# Gilbert de Turberville (Adliger, † vor 1281)
Gilbert de Turberville (auch Turbeville oder Gilbert III de Turberville) († zwischen 1262 und 1281) war ein anglonormannischer Adliger.
Gilbert de Turberville entstammte der Familie Turberville, die seit dem frühen 12. Jahrhundert zu den Vasallen der Lords of Glamorgan in Südostwales gehörten. Er war ein Sohn von Gilbert II de Turberville, der offenbar zweimal verheiratet war. Welche Frau die Mutter von Gilbert III war, ist nicht geklärt. Nach dem Tod seines Vaters um 1238 erbte Turberville Coity Castle und weitere Besitzungen in Glamorgan und auf Gower. Im Juli 1242 kam es zwischen Turberville und Hywel ap Maredudd, dem Lord der walisischen Herrschaft Meisgyn, zu einem Konflikt, der Ende des Monats zum Unmut von Turberville von seinem Lehnsherrn Richard de Clare, dem Lord of Glamorgan, friedlich beigelegt wurde. De Clare bestätigte Turberville später den Besitz von Newcastle, das bereits sein Vater besessen hatte.
Zwischen 1238 und 1246 tauschte Turberville mit Nicholas fitz Martin das Gut von South Molton in Devon, das die Familie Turberville seit der Mitte des 12. Jahrhunderts als Lehen der Earls of Gloucester besaß, gegen das Gut von Treguz in Glamorgan. 1262 war er noch im Besitz von Coity und Newcastle.
Sein Erbe wurde sein Sohn Richard I de Turberville.